# Ionol
Ionol (Butilisani hidroksitoluen, BHT, butilhidroksitoluen) je lipofilno (u masti ratvorno) organsko jedinjenje. On je hemijski derivat fenola, koji je koristan zbog njegovih antioksidansnih svojstava. Evropske i američke regulacije dozvoljavaju male količine ovog jedinjenja da se koriste u kao prehrambeni aditiv. Njegova upotreba je kontroverzna jer postoje tvrdnje da doprinosi hiperaktivnosti dece kao i razvoju kancera. U kontrastu s tim, BHT se zagovara kao prehrambeni suplement i antivirusni lek koji je koristan protiv virusa herpes familije.
BHT je u širokoj upotrebi kao antioksidans za goriva.

## Proizvodnja
se priprema reakcijom p-krezola (4-metilfenola) sa izobutilenom (2-metilpropenom) u prisustvu katalizatora sumporne kiseline:

Alternativno, BHT se može pripremiti iz 2,6-di-tert-butilfenola putem hidroksimetilacije ili aminometilacije i naknadne hidrogenolize.

## Spoljašnje veze
- Архивирано на веб-сајту  (21. фебруар 2009)